# Hurmelisz
Hurmelisz (Ḫurmeli[š]) kanisi király az asszírok korábbi kereskedelmi kolóniájának, Kanis városának uralkodója. Nevét a hettita nyelvből lehet lefordítani, jelentése Ember Ḫur(a)ma (város)ból, ezért valószínűleg hettita etnikumúnak tekinthető.
Uralkodói címe az akkád rubáum (rabâʿum) szó, amelyet általában herceg vagy helytartó alakban fordítanak, mivel a királyi címet az akkádok a sarrum (šarrum) szóval jelölték. Az anatóliai uralkodók közül azonban sok szuverén is használta ebben a periódusban a rubáum címet, ezért feltehető, hogy a szó jelentésátvitelen esett át, és itt királyt jelentett.
Hurmelisz néhány tisztviselőjének (rabi simmiltim) neve is fennmaradt (Halkiaszusz, Harpativasz), akik közül az utóbbi az utódja is lett, ezért feltehetően egyben Hurmelisz fia is volt.
A Hurmelisz korának megfelelő rétegek Kanis városában a Kanis II jelű kultúrrétegek legfelső részei. Ma még nem dönthető el megbízhatóan, hogy Kanis városa azonos-e Nesza várossal, annak részét képezte-e, vagy Nesza esetleg egy közeli település volt. Az is elképzelhető verzió, hogy a következő generáció alatt bekövetkező calpai invázió után nevezték el Kanist Neszának. A források alapján Nesza fontos szerepet játszott a hettita történelemben, ezért a Nesza körüli bizonytalanságok eloszlatása lényegesen megváltoztathatja a korai hettitákról alkotott képünket.

## Lásd még
Hettita uralkodók listája